# Epimedium pseudowushanense
Epimedium pseudowushanense là một loài thực vật có hoa trong họ Hoàng mộc. Loài này được B.L.Guo mô tả khoa học đầu tiên năm 2007.